# Arkan (taniec)

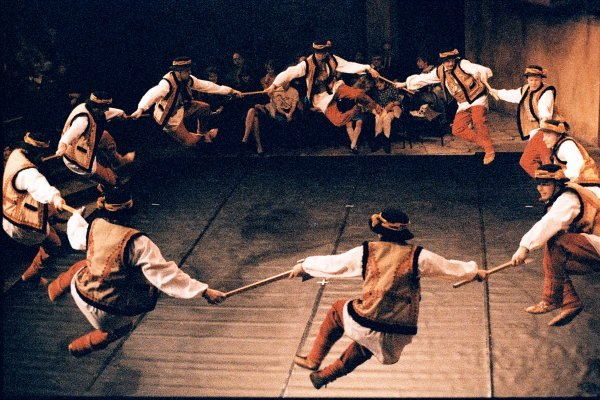
Arkan

Arkan (ukr. Aркан, Aрґан) – taniec kołowy popularny między ludem Hucułów, którego nazwa została zapożyczona z języka tureckiego i dosłownie oznacza „lasso”. Arkan tradycyjnie jest tańczony przy ognisku przez mężczyzn.
Słowo „arkan” może także znaczyć krok wykonywany przy tańcu. Zaczyna się go prawą stopą, którą robi się krok w bok. Następnie lewa stopa krzyżuje się z prawą z tyłu; stopa po prawej stronie ponownie posuwa się w bok, po czym lewa podskakuje z przodu wraz z ugiętym kolanem. Całość tańca wykonuje się z ułożonymi rękoma na barkach innych tancerzy. Jednakże w profesjonalnych tańcach ukraińskich temu fundamentalnemu krokowi mogą towarzyszyć różne jego wariacje.